# Aulus Virgini Tricost Rútil
Aulus Virgini Tricost Rútil (llatí: Aulus Verginius T. f. T. n. Tricostus Rutilus) va ser un magistrat romà germà del cònsol Tit Virgini Tricost Rútil. Formava part de la família dels Tricost, una branca de l'antiga gens Virgínia.
Va ser cònsol l'any 476 aC amb Espuri Servili Prisc Estructe. Un intent del seu col·lega Prisc de prendre per assalt el mont Janícul, ocupat pels etruscs, va ser rebutjat, i només l'oportuna arribada de Virgini Rútil va evitar una derrota total.